# António Lopes (piloto)
António Lopes (Lisboa, 1 de Julho de 1961) é um piloto de motos todo-terreno, que participou no ”Dakar” de 1991, sendo o primeiro português a disputar este rali em moto.
António Lopes, com um extenso palmarés, foi Campeão Nacional de Enduro, em 1990, vencedor do Raid de Portalegre, conseguiu o 26º lugar no Rali dos Faraós. Após as participações de José Megre, em jipe UMM, em 1982, 1983 e 1984, foi apenas na 13ª edição do Rali Dakar, em 1991, que um motociclista português participou pela primeira vez no “Dakar”. António Lopes, aos comandos de uma Honda Africa Twin 650, com um “pacote de assistência” fornecido pela Honda France, participou no Paris-Tripoli-Dakar.
Chegou ao dia de descanso em 29º lugar da classificação geral, numa prova onde participavam cerca de três dezenas de máquinas oficiais, e a liderar a classe Maratona. Na 12ª etapa, na especial entre Tombuctu e Nema, ascendia ao 20º lugar da geral e mantinha-se há 3 dias em 1º da classe Maratona, quando, ainda no Mali, uma queda o fez perder os sentidos, resultando na sua evacuação por um helicóptero da equipa médica da organização e no seu abandono do rali.
António Lopes não voltaria a participar no “Dakar”.